# Anarthrophyllum desideratum
Anarthrophyllum desideratum là một loài thực vật có hoa trong họ Đậu. Loài này được (DC.) Benth. miêu tả khoa học đầu tiên.

## Hình ảnh

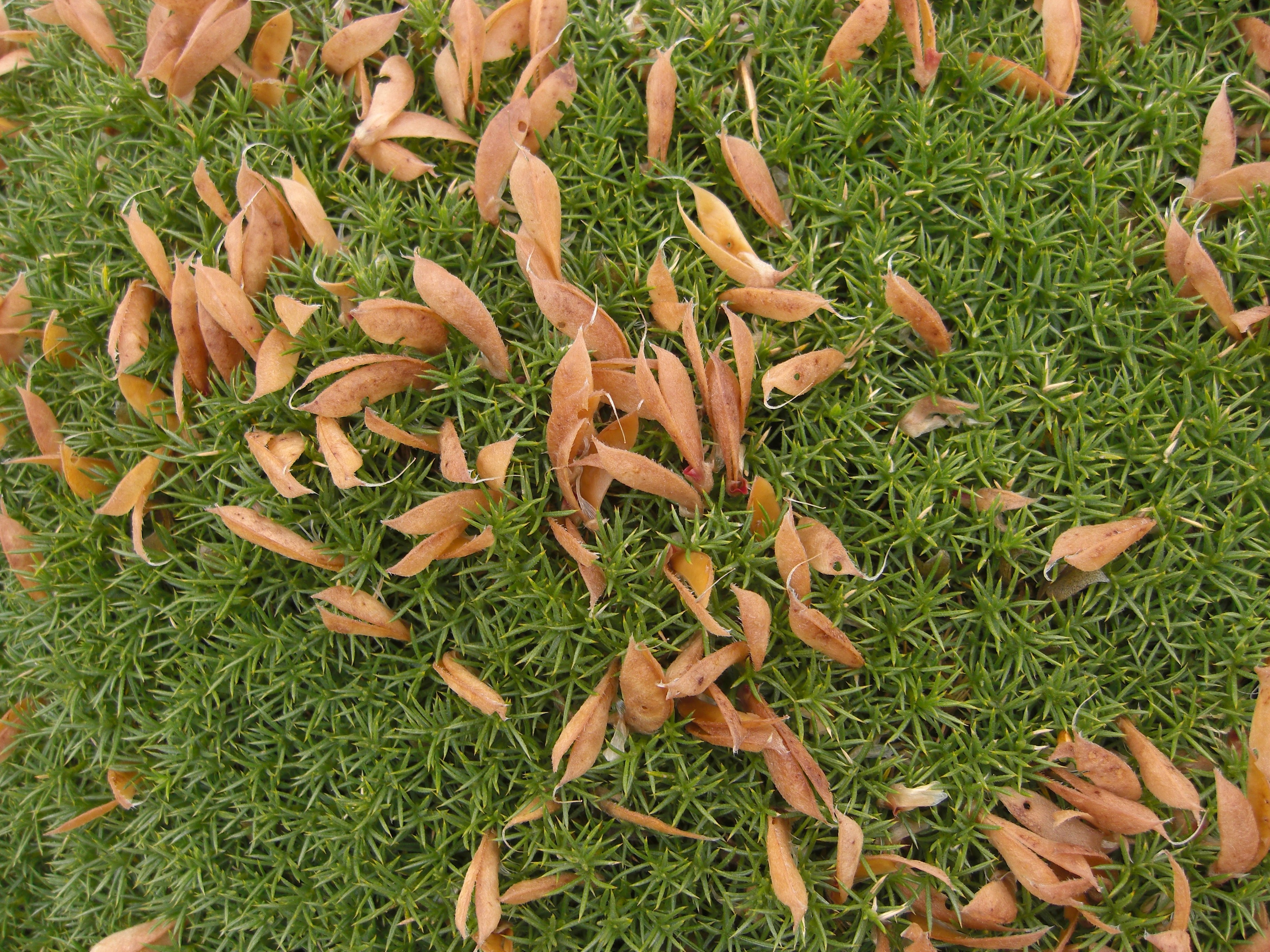